# Лоа (вуду)
Лоа — в религии вуду невидимые духи, осуществляющие посредничество между богом и человеком; являются аналогом христианских святых. Наделены огромной силой и почти неограниченными возможностями. Лоа играют важную роль в ритуалах вуду и часто связаны с таким понятием, как одержимость.
Образ лоа, скорее всего, происходит из анимистических религий Западной Африки, где их название означает «духовные наставники». В Америке представления ввозимых из Африки рабов о лоа претерпели синкретическое влияние других религий (главным образом католицизма), поэтому впоследствии им часто поклонялись в виде Иисуса, Марии и католических святых. Каждый лоа имеет свой спектр деятельности и атрибуты, свой знак, имя и предназначение. Согласно представлениям приверженцев религии, лоа неисчислимы, как песок на морском берегу.
Последователи вуду преподносят лоа кровавые жертвоприношения в виде убийства животных, а также фрукты, овощи, деньги, ром и сигары. Считается, что лоа принимает только дух животного в жертву, а тело, лишённое духа, как правило, последователи вуду съедают во время праздничного ритуала.
Во время ритуала призывов лоа первым всегда призывают Папу Легбу. Он является посредником между всеми лоа и людьми, охраняя ворота небесной сферы Ле Гвинеи, которая является домом для всех лоа. Затем через песни и звуки барабанов призывают других лоа, однако есть и те, чьи имена не называют. Наиболее известным гостем, чьё имя не называют, является Барон Суббота. Барон Суббота и Мама Бриджит — отец и мать, которые преобразовывают души мёртвых в переходных существ, находящихся между жизнью и окончательной смертью.
Каждому ритуалу предшествует рисунок мелом на земле — символ культа лоа, известный как веве, который представляет собой основные характеристики лоа и сферу его деятельности, являясь отражением источника духовной силы.

## Лоа в популярной культуре
- В трилогии Уильяма Гибсона о киберпространстве под именем лоа выступают несколько искусственных интеллектов, «живущих» в сети.
- В цикле книг «Анклавы» российского писателя Вадима Панова, написанных в жанре киберпанка, адепты культа являются одними из центральных персонажей серии[3].
- Папа Легба, Эрзули, Геде  и другие лоа вместе с адептами культа вуду описаны в романе Андрея Гусева «Наш жёсткий секс в Малинди»[4][5][6].
- Фигурируют в песне «Шей» из альбома российской фолк-рок-группы «Мельница» «Люцифераза» (2018).